# Henlea ventriculosa
Henlea ventriculosa is een ringworm uit de familie van de Enchytraeidae. De wetenschappelijke naam van de soort is voor het eerst geldig gepubliceerd in 1854 door d'Udekem.